# Tassarolo
Tassarolo (piemontesisch Tassareu, ligurisch Tascëreu) ist eine Gemeinde in der italienischen Provinz Alessandria (AL), Region Piemont.

## Lage und Einwohner
Die Gemeinde Tassarolo liegt rund 30 Kilometer südöstlich von der Provinzhauptstadt Alessandria entfernt auf einer Höhe von 250 m über dem Meeresspiegel, in den Hügelhängen des ligurischen Apeninns. Das Gemeindegebiet umfasst eine Fläche von 7,09 km² und hat 581 (Stand 31. Dezember 2023) Einwohner.
Die Nachbargemeinden sind Francavilla Bisio, Gavi, Novi Ligure und Pasturana.

### Verkehrsanbindung
Der nächstgelegene Bahnanschluss ist im 6 Kilometer entfernten Novi Ligure, mit Verbindungen nach Turin und Genua und nach Tortona.  Dort hat es auch einen kleinen Flugplatz für die Allgemeine Luftfahrt. Der nächstgelegene Verkehrsflughafen ist Genua. In Novi Ligure besteht auch mit den Autobahnen A26 und A7 der Anschluss an das italienische Autobahnnetz.

## Geschichte

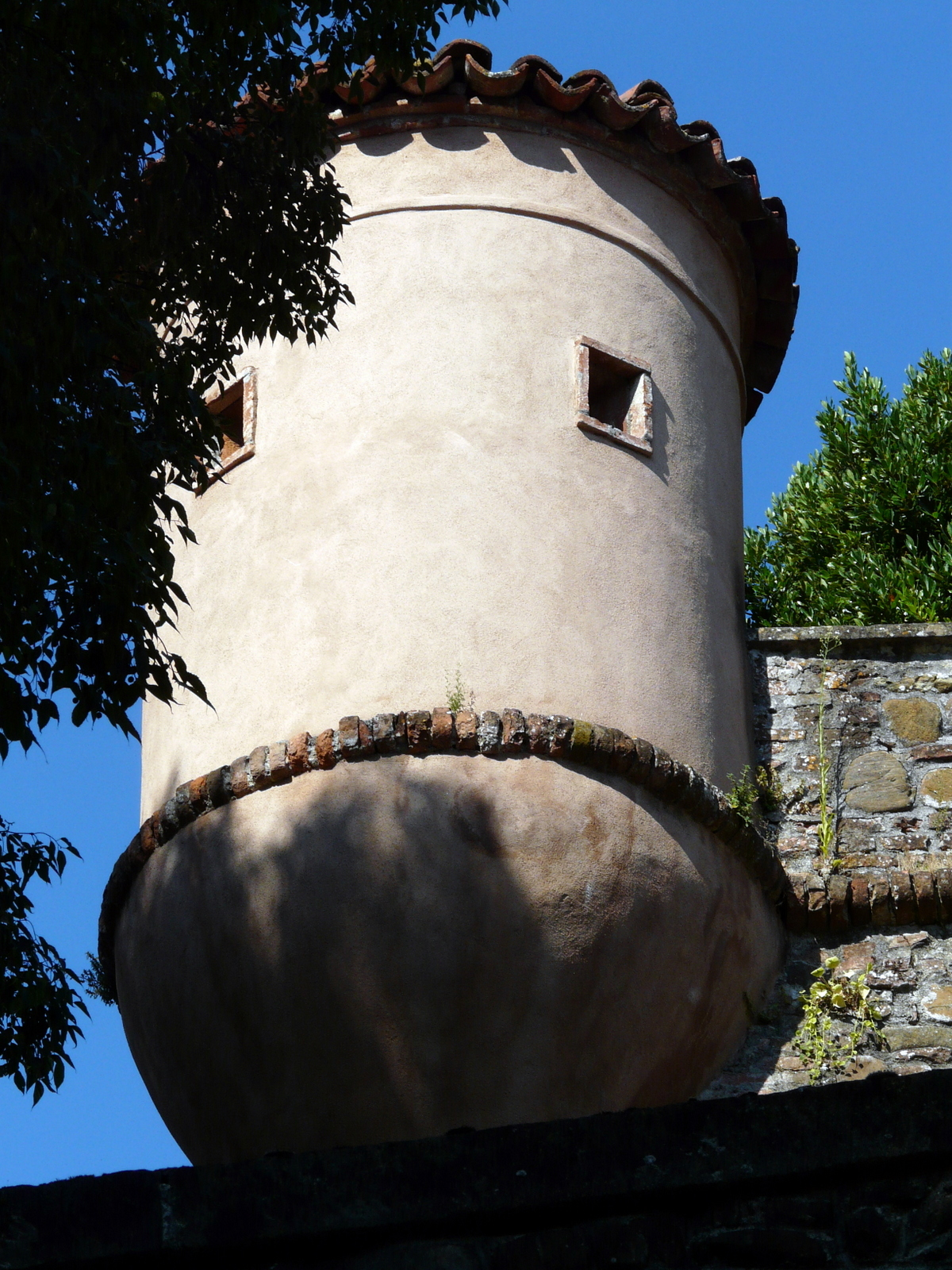
Castello von Tasserolo

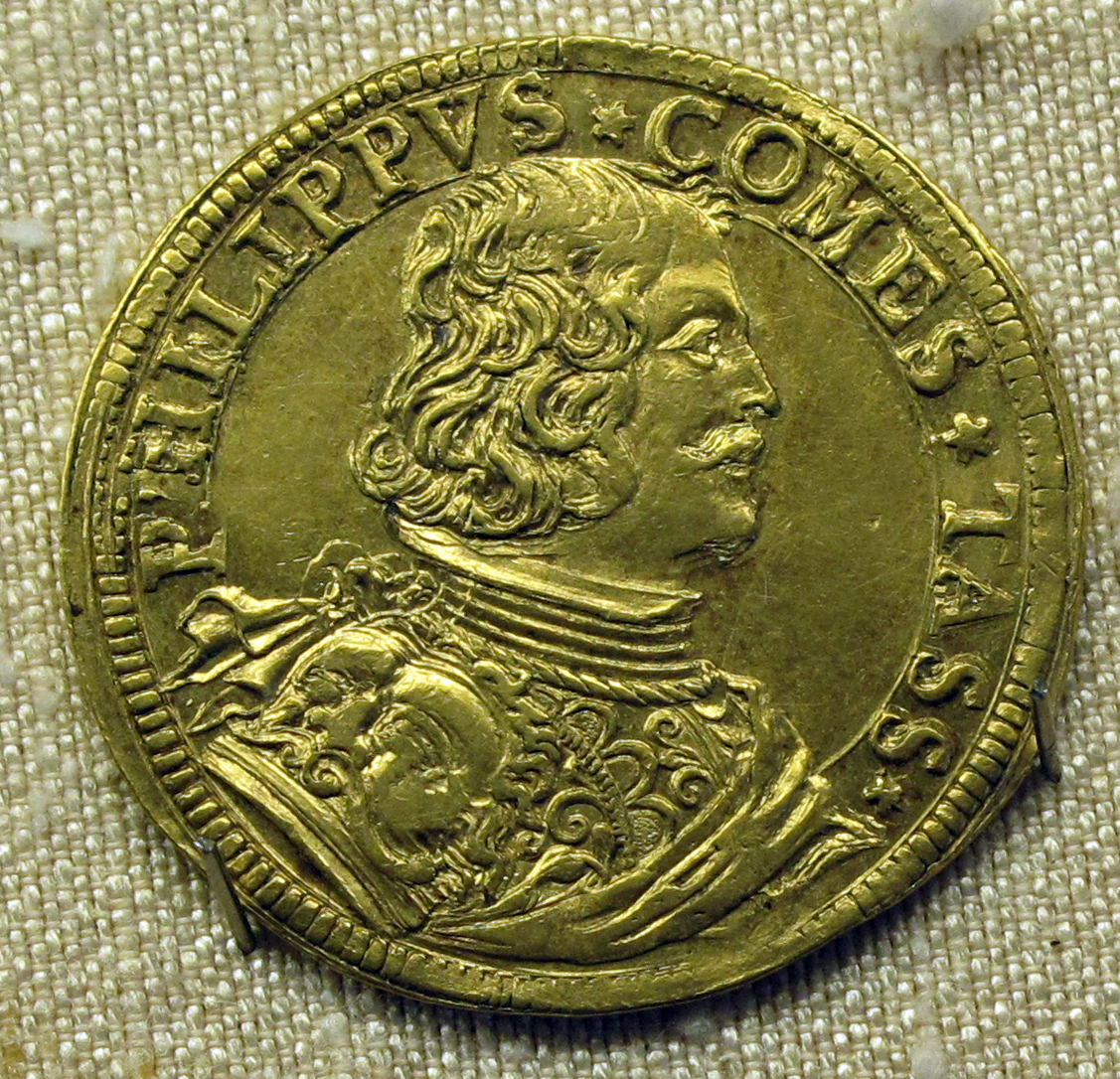
Münze aus Tasserolo von 1640

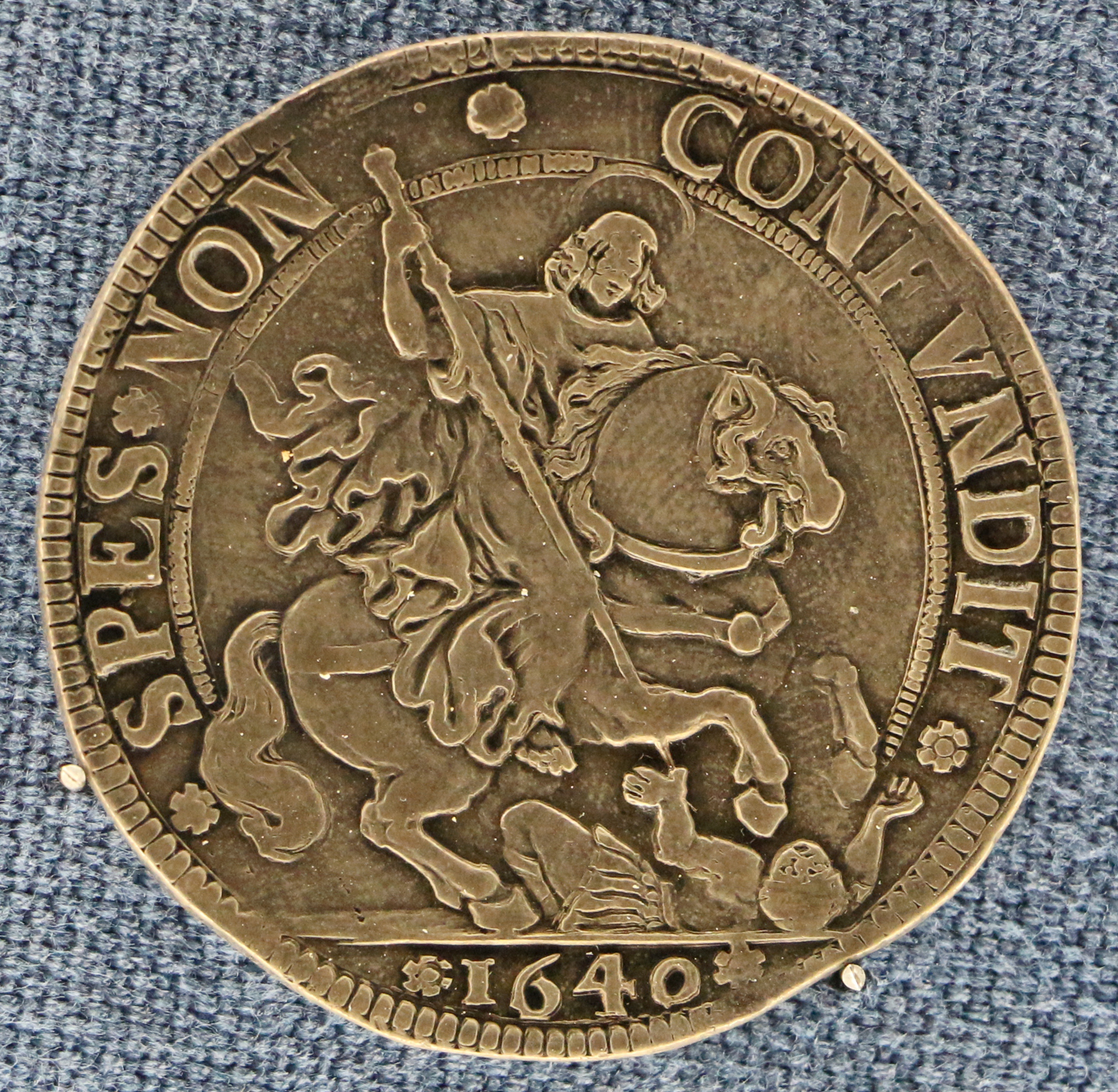
Rückseite

Der Ortsname ist ab dem Jahr 1143 mit den Formen „Tassarolus“, „Taxarolus“, „Taçarolus“, „Taxarolius“, „Taxarollius“ bezeugt. Weitere Varianten sind „Taserolus“  und „Taxillo“. Seine Ursprünge reichen bis ins Mittelalter zurück. Die besondere strategische Lage machte es im 12. Jahrhundert zu einem interessanten Objekt für die Genuesen. Tatsächlich stand es im Schatten eines hohen Turms und war von einem Ring zinnenbewehrter Mauern umgeben. 
Um 1172 schien es von der Familie Orbetenghi, Markgrafen von Gavi, abhängig zu sein, und etwa zwanzig Jahre später wurde es von der Gemeinde Genua erobert. Die Alexandriner erhoben sich jedoch, zerstörten die Burg durch Feuer und nahmen sie in Besitz. Die Familie Castagna, die es regierte, wurde 1360 durch die Spinolas von Lucoli ersetzt, eine der berühmtesten Herrschaften unter denen, die im 12. bis 17. Jahrhundert in Genua zu Wohlstand gelangten. Die Spinolas kämpften oft gegen die Familie Fieschi, die ihren Versuch, kleinere Lehen zwischen den Tälern Scrivia und Borbera zu errichten, hartnäckig verhinderte. Im späten städtischen Zeitalter hatte es eine gewisse Bedeutung. Neben einer eigenen Satzung, die heute im Turiner Staatsarchiv aufbewahrt wird, verfügte es auch über eine Münzstätte, in der eigene Münzen geprägt wurden.

## Sehenswürdigkeiten
- Das Schloss, das den Spinola-Marquisen gehörte und ab dem 16. Jahrhundert tiefgreifend umgebaut wurde und dessen Inneres, das in der Renaissance in eine Adelsresidenz umgewandelt wurde, prächtig ausgestattet ist.
- Die Pfarrkirche San Nicolao mit einfachen romanischen Formen.
- Der Münzpalast, ein rechteckiges Gebäude neben der Burg.

## Weinbau
Der Verein „Terra del Nibiö“ hat seinen Sitz in Tassarolo und hat sich zum Ziel gesetzt, den Wein wiederzugewinnen und aufzuwerten, der aus einer alten Dolcetto-Traube namens „Nibiö“ hergestellt wird, die ausschließlich in einigen Weinbergen zwischen Tassarolo und Novi Ligure angebaut wird.